# Neobyzantinik

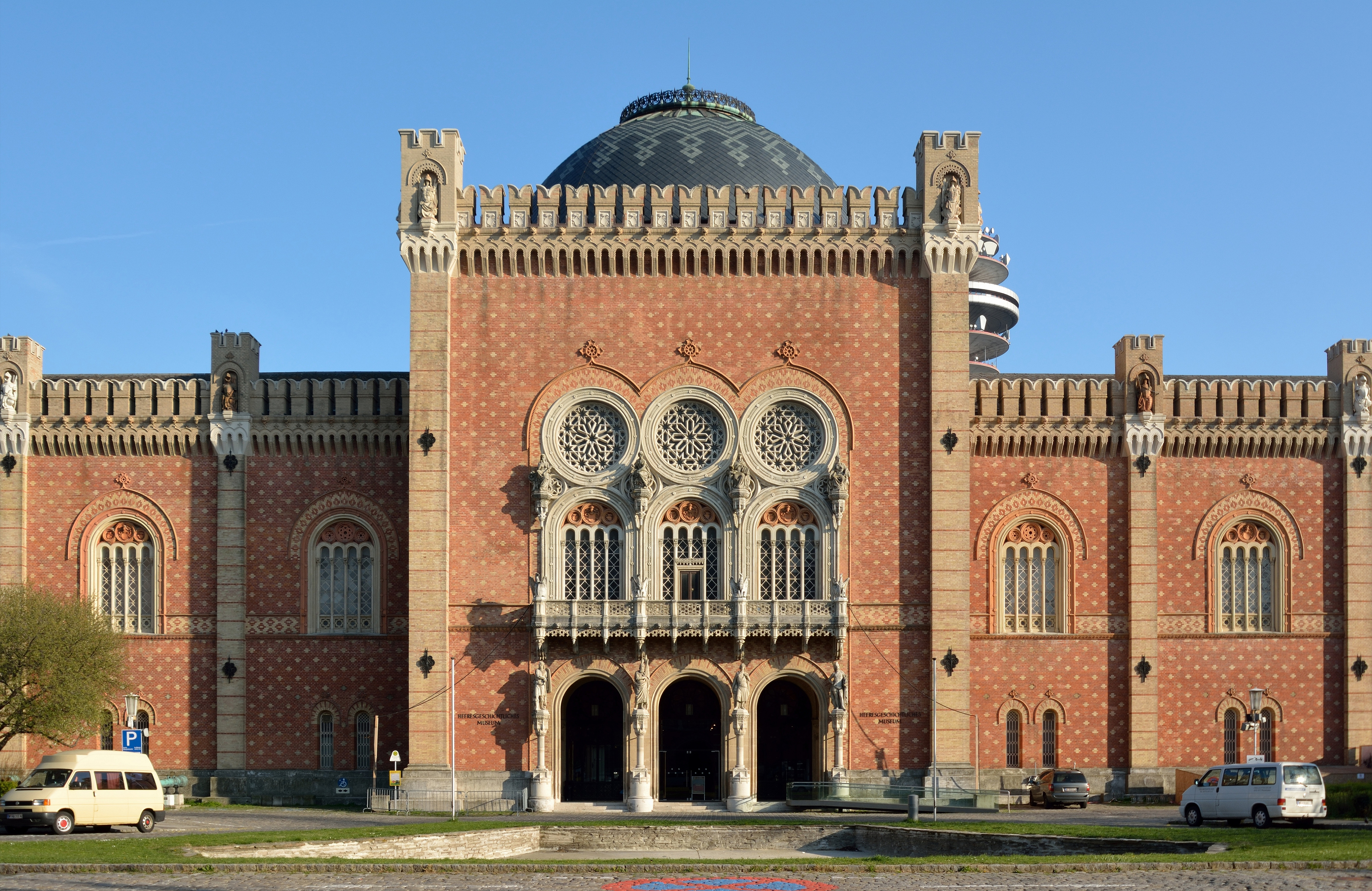
Das neobyzantinische Arsenal in Wien

Die Neobyzantinik (von altgriechisch νέος néos, deutsch ‚neu‘) oder Neubyzantinik ist eine Stilrichtung im Historismus, die an die Byzantinik anknüpft. Sie wird in die Zeit zwischen dem Ende des 18. und dem Anfang des 20. Jahrhunderts eingeordnet. Die Neobyzantinik prägte das Aussehen vieler sakraler, aber auch Regierungs- und anderer öffentlicher Gebäude nicht nur in östlich-orthodoxen Ländern, in denen die Byzantinik ein Bestandteil ihrer Identität ist, wie Russland, Bulgarien, Rumänien, Serbien oder Griechenland, sondern auch in Deutschland, Österreich, Frankreich und Großbritannien. Sie wurde dadurch zu einem universellen künstlerischen Thema.

## Ursprung
Der neobyzantinische Baustil vereint Elemente klassischer byzantinischer Bauwerke mit nationalen Elementen. Zu seinen Merkmalen gehört die Bevorzugung von Kuppeln, des Rundbogens, der gebänderten Fassadengestaltung sowie des byzantinischen Kapitells mit Kämpfer (byzantinisches Kämpferkapitell) sowie bei sakraler Architektur des Typus der Kreuzkuppelkirche mit eingeschriebenem Griechischem Kreuz.
Im Gesamteindruck dominieren sphärische und kubische Gewölbe wie Kuppeln und Halbkuppeln, daneben sind Elemente dekorativer Plastik an Pendentifs, Arkaden, Säulen, Kapitellen, Bögen, Portalen, Nischen und Lisenen mit einfachen Ornamenten kennzeichnend. Vorherrschend sind ein eher gedrungener Bau und spärlicher Einsatz dekorativer Plastik. Die Bauwerke gliedern sich äußerlich zumeist durch Sockel, Korpus und Nischen von Arkaden sowie dekorative Portale, Zierleisten und andere Details aus der byzantinischen Kunst.
Vorwiegend wurden Stadtkirchen und Klöster, Friedhöfe, Beinhäuser sowie große Memorialkomplexe in neobyzantinischer Manier errichtet. Weiterhin zitieren viele profane Gebäude byzantinische Architektur, darunter Schulgebäude, Bahnhöfe, Zentren der Sokol-Turnbewegung, Stadien, Residenzen, kommerzielle Gebäude, Botschaften, Verwaltungen, Gerichte, Krematorien, Brücken, Handelskammern, Kriegsveteranen- und Versehrten-Verbandszentren.

## Osteuropa

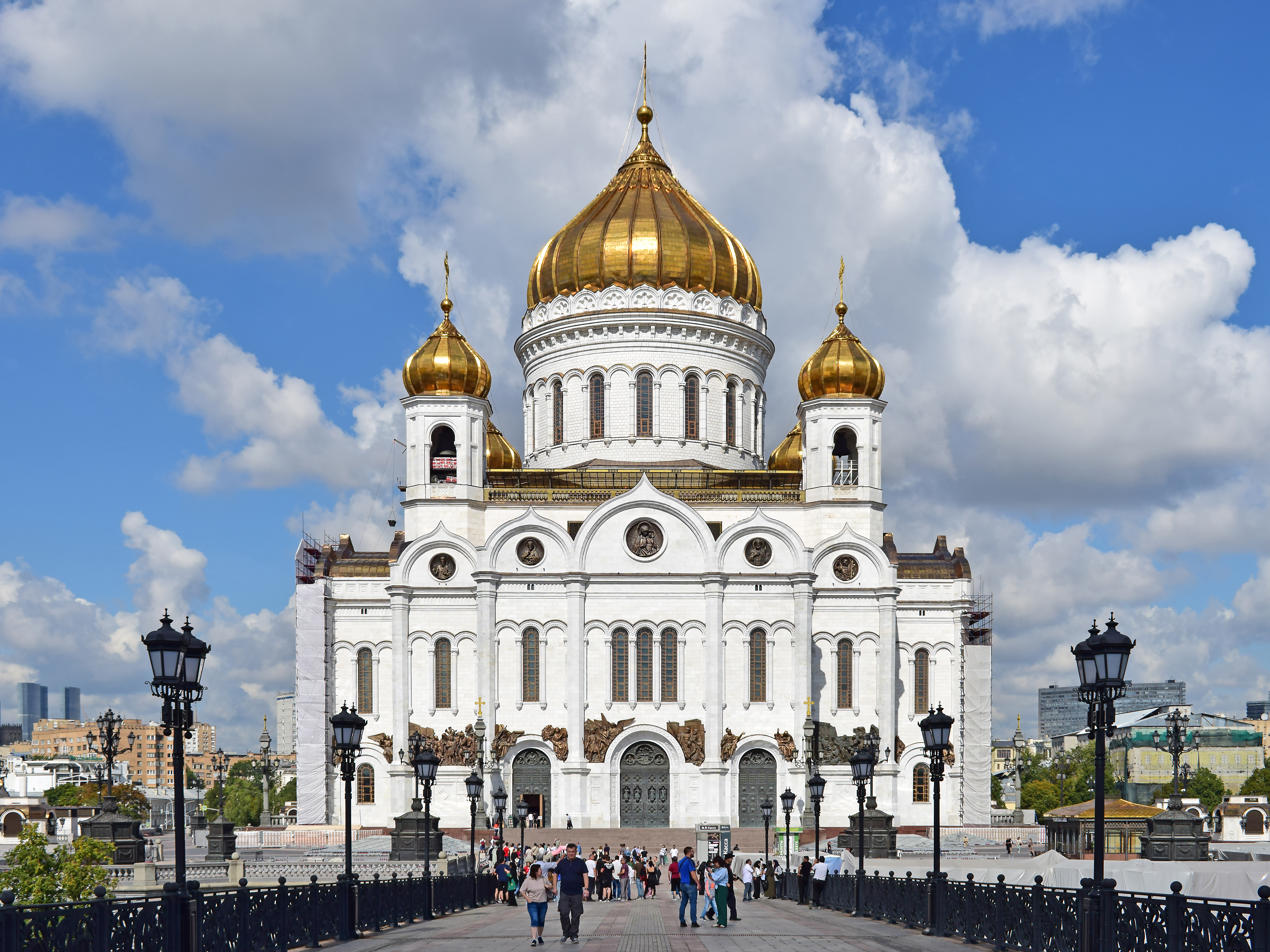
Christ-Erlöser-Kathedrale in Moskau

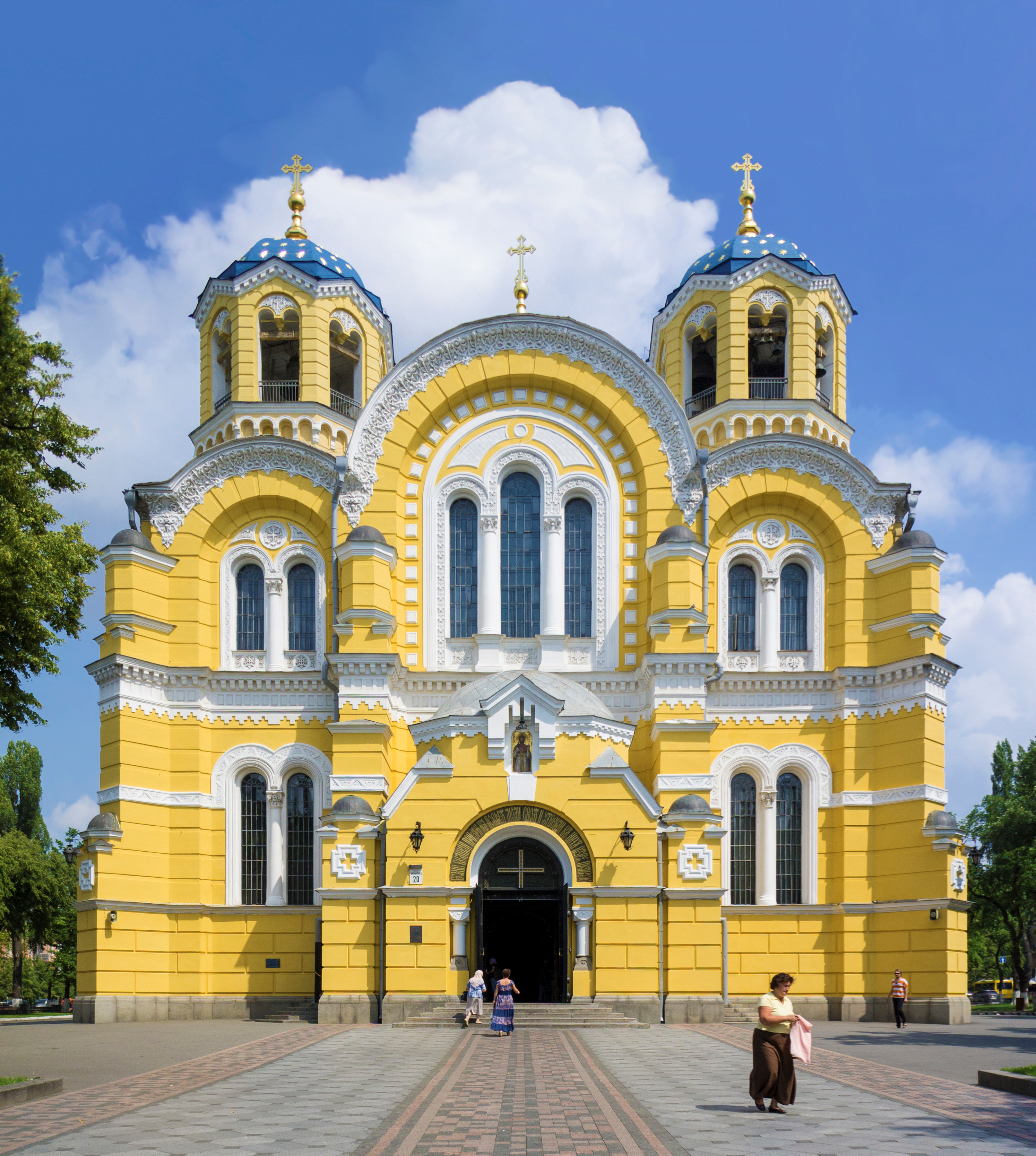
Wladimir-Kathedrale in Kiew

Der neobyzantinische Baustil war früh vor allem in Osteuropa und dort insbesondere in Russland unter Zar Alexander II. verbreitet. Hier war es Grigori Grigorjewitsch Gagarin, Direktor der Imperialen Akademie, der sich der neobyzantinischen und neorussischen Strömung verpflichtete und viele Anhänger fand. Mit der Regierungszeit Zar Alexanders III. erlebte die neobyzantinische Kirchenarchitektur innerhalb des Russischen Reichs ihre quantitativ und räumlich ausgreifendste Entwicklung. Während im Wettbewerb für die Auferstehungskirche in Sankt Petersburg 1881–1882 Beiträge der neobyzantinischen Strömung am zahlreichsten eingegangen waren, entschied sich Alexander III. für den Entwurf Alfred Parlands, der die stilistische Präferenz der Nationalromantik im Russischen Revival in den nächsten Jahren am stärksten bestimmte. Neben einigen von der Zarenfamilie bezahlten Stiftungen wurden die meisten Kirchen durch Spenden errichtet. In großen Militärgarnisonen und Häfen wurden die „Militär“-Kirchen durch Co-Finanzierung des Staates, des Offizierskaders sowie Spenden der Zivilbevölkerung errichtet. Während Alexander III. die Architektur im Russischen Revival weiterhin bevorzugte, erlebten die Kirchen der neobyzantinischen Schule in drei Nischenregionen ihre Blüte. Sie wurden der bevorzugte Bautyp der orthodoxen Priester sowie der Militärgouverneure in Kongress-Polen und Litauen, den Südgebieten am Don sowie im Ural und Sibirien an den Wegepunkten der Transsibirischen Eisenbahn. Mit Vasily Kosyakovs Entwürfen der neobyzantinischen Kirchen in Sankt Petersburg (1888–1898) und Astrachan (1895–1904) waren die Hauptmerkmale der russischen Variante im neobyzantinischen Stil ausgereift. In neobyzantinischer Manier entstanden die Wladimirkathedrale von Kiev, die Nikolaus-Kathedrale in Kronstadt (gehört zu St. Petersburg), das Neu-Athos-Kloster Achali Atoni (georgisch: ახალი ათონი/Achali Atoni) bei Sochumi. Als bedeutendster Bau gilt hier die mit Elementen des Eklektizismus errichtete Christ-Erlöser-Kathedrale in Moskau. Mit ihr sind bis zu ihrer Zerstörung während der Zeit der stalinistischen Sowjetunion zentrale Ereignisse in der Geschichte der Aristokratie im russischen Zarenreich verbunden. Unter Juvi Luschkow wurde die Kirche zu Anfang der 2000er Jahre nach den alten Plänen wiedererrichtet.
Im Zuge der russischen Revolution emigrierten zahlreiche der zuvor in Russland arbeitenden Architekten und konnten durch die Förderung von König Alexander I. von Jugoslawien auf dem Gebiet Serbiens den Stil weiterentwickeln. Allein Wassili Androsow werden in der Zwischenkriegszeit fünfzig Kirchen zugeschrieben.

## Südosteuropa

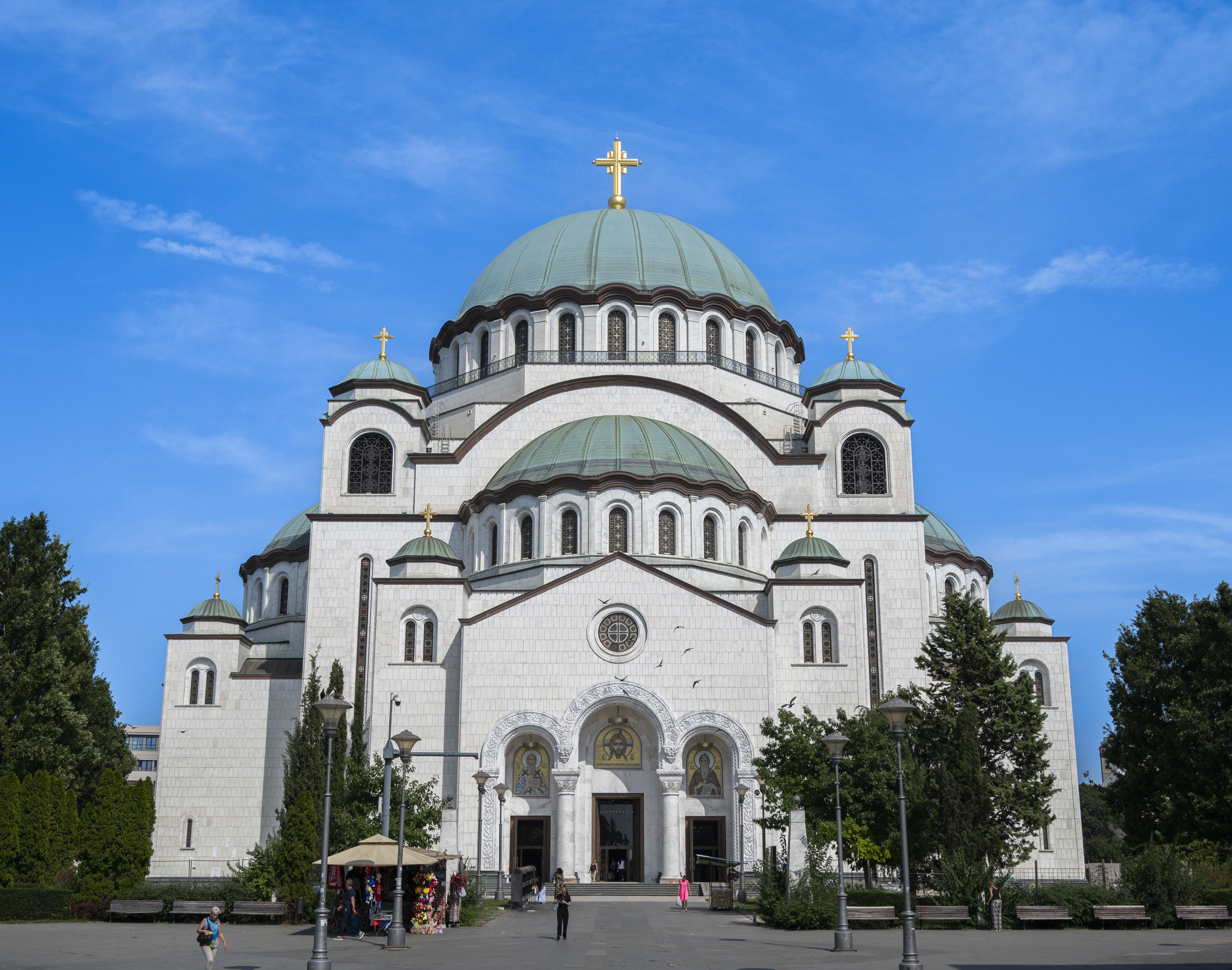
Dom des Hl. Sava in Belgrad

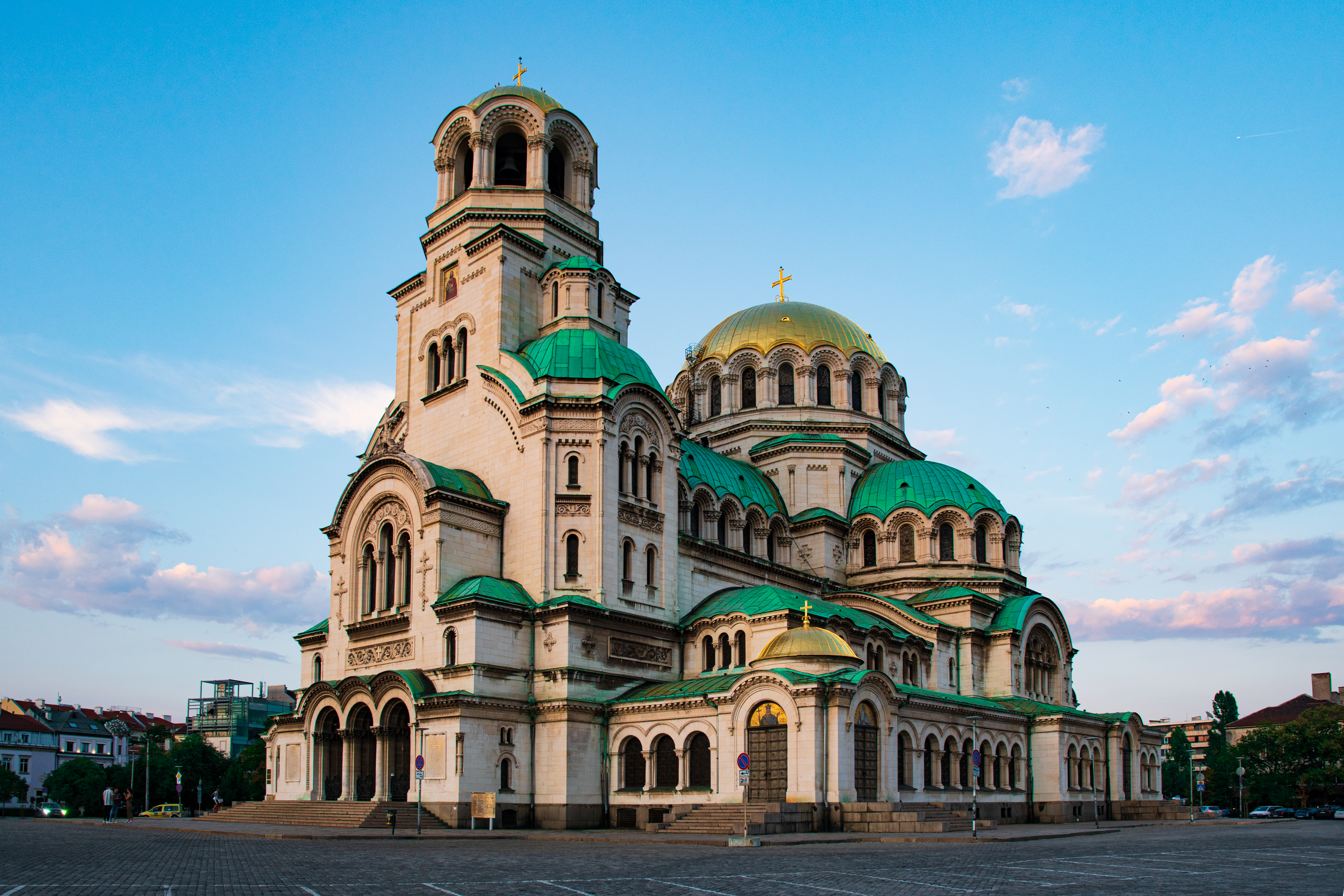
Alexander-Newski-Kathedrale in Sofia

Nachdem Serbien 1903 durch eine neue Dynastie regiert wurde, die 1909 in Oplenac eine dynastische Grabeskirche bestellte, wurde die weitere Sakralarchitektur des Landes von diesem Beispiel geprägt. In der Zwischenkriegszeit wuchs die neobyzantinische Architekturströmung in repräsentativen Bauten der jugoslawischen Metropole Belgrad, in der König Alexander I. wichtigster Förderer der neobyzantinischen Architektur wurde. Hier waren es Aleksander Deroko und Momir Korunović sowie unter den zahlreichen russischen Emigranten insbesondere Grigorijji Samojlov sowie Nikola Krasnov (eigentlich Никола́й Петро́вич Красно́в), die mit ihren Visionen aus den Vorbildern der byzantinischen Kultur dem Ideal einer Nationalarchitektur am nächsten kamen. Unter den Bauwerken ragen das königliche Schloss auf dem Dedinje, die Kirche des Heiligen Sava, die Markuskirche sowie das ehemalige Sokol „Matica“ des heutigen Stari DIF heraus. Der Zweite Weltkrieg und die kommunistische Machtübernahme in Osteuropa beendeten die weitere Entwicklung der neobyzantinischen Architektur, die schon im vierten Jahrzehnt des zwanzigsten Jahrhunderts durch die Strömungen der Moderne an Popularität verloren hatte.
Nachdem die kommunistischen Machthaber in Jugoslawien 1985 Patriarch German den Weiterbau der zukünftigen Kathedralkirche der Serbisch-Orthodoxen Kirche im Dom des Heiligen Sava wieder gestatteten, wurde dieser zu einem nationalen Anliegen. Die Orthodoxe Kirche hatte dadurch in Serbien sowie in weiteren Republiken Ex-Jugoslawiens wieder die Möglichkeit sakrale Gebäude in einer modernisierten Form der neobyzantinischen Architektur zu errichten. Insbesondere entstanden in dem von realsozialistischen abstrakten Blockbauten geprägten Novi Beograd zwei exemplarischere postmoderne neobyzantinische Bauwerke, die sich in ihren geometrischen Formen aus der Vermischung byzantinischer Ästhetik, Theophil Hansens Vorschriften der Wiener Schule und russischer konstruktivistischer Methodologien als gelungene Einzelleistungen in die moderne Beton-Stadtlandschaft Neu-Belgrads einfügen: die Kirche des Heiligen Basilius von Ostrog (Mihailo Mitrović, 1995–2000) sowie die Kirche des Heiligen Demetrius von Thessaloniki (Nebojša Popović 1998–2001).
In Bulgarien wurde die Alexander-Newski-Kathedrale in Sofia bedeutend. Unter dem Einfluss der russischen neobyzantinischen Strömungen errichtet, war sie lange Zeit die größte orthodoxe Kirche der Balkanhalbinsel.

## Westeuropa

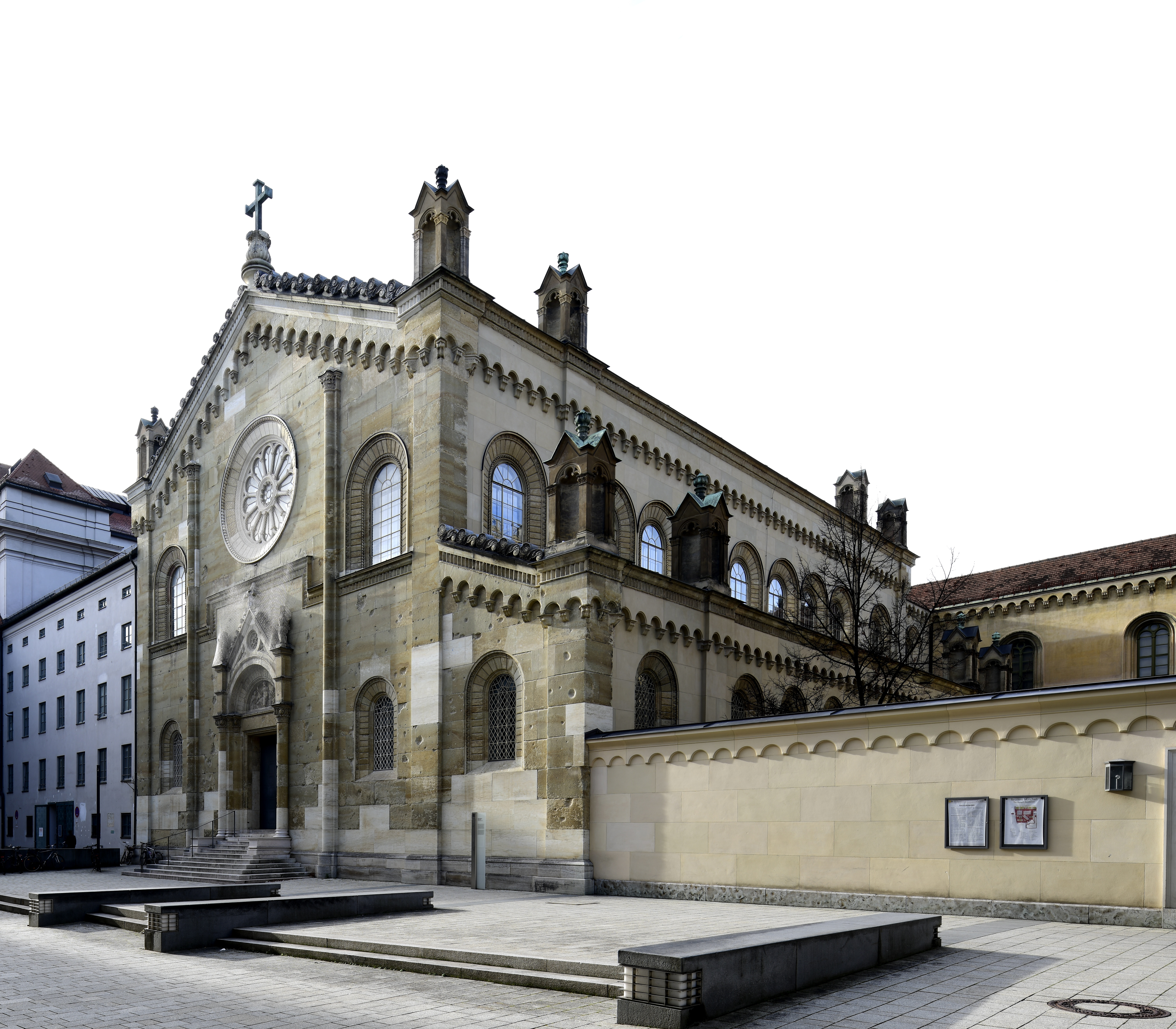
Allerheiligen-Hofkirche in München, erstes neobyzantinisches Gebäude in Deutschland

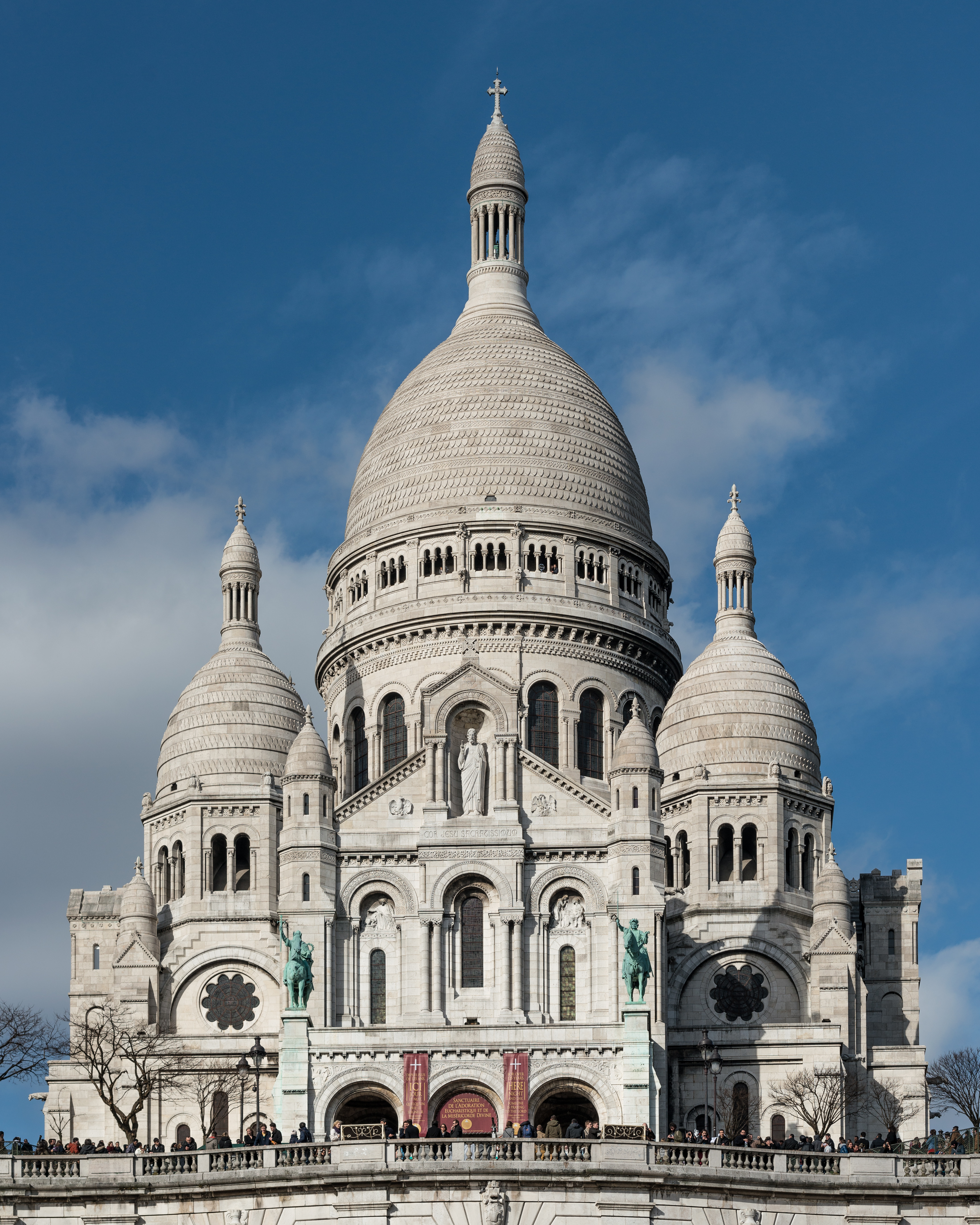
Basilika Sacré-Cœur de Montmartre in Paris

Ein wichtiger Vertreter des Neobyzantinismus war der Franzose Pierre Bossan. In Deutschland wurde München zu einem ersten Zentrum der neobyzantinischen Architektur. Leo von Klenzes Allerheiligen-Hofkirche ist in Anlehnung an die Capella Palatina die erste neobyzantinische Kirche, die in Europa erbaut wurde. Davon inspiriert ließ Ludwig II. den Thronsaal im Schloss Neuschwanstein als überkuppelte Doppelkapelle im neubyzantinischen Stil mit Goldfresken und Marmorverkleidung ausschmücken. In der österreichischen Kunst ist der Einfluss insbesondere auch in Gemälden Gustav Klimts wie in „Der Kuss“ durch abstrakte Gestensprache und Goldhintergrund von der byzantinischen Kunst inspiriert. Als Architekt wirkte Theophil von Hansen auch mit Werken im neobyzantinischen Stil wie der Griechenkirche zur Heiligen Dreifaltigkeit in Wien. Jedoch war Hansen insbesondere in der Übernahme des Rundbogenstils in die imperiale Architektur Österreich-Ungarns stilbildend für die weitere Entwicklung der neobyzantinischen Architektur in Mittel- und Südosteuropa. Neben dem Mittelbau des Waffenmuseums im Arsenal in Wien sind die evangelische Christuskirche in Matzleinsdorf sowie das ehemalige Invalidenhaus in Lemberg die wichtigsten Arbeiten Hansens im neobyzantinischen Stil. Neobyzantinische Elemente hat in Wien auch die von Otto Wagner im Jugendstil erbaute Kirche am Steinhof.
Wichtigstes Beispiel der neobyzantinischen Architektur in Großbritannien ist die Westminster Cathedral in London. In Frankreich sind in Paris Sacré-Coeur sowie Saint-Esprit mit einer Kuppel von 22 m Spannweite und einem verkleinerten, dabei aber praktisch identischen Grundplan zur Hagia Sophia (daher auch « la Byzance à Paris » apostrophiert) bedeutende Bauwerke neobyzantinischer Strömungen.
Größtes und bedeutendstes Projekt neobyzantinischer Vorbilder ist die Basilica of the National Shrine of the Immaculate Conception in Washington. Sie beherbergt die größten Mosaikdarstellungen der Welt.